# سان‌فرانسیسکو سولانو
سان فرانسیسکو سولانو (به اسپانیایی: San Francisco Solano) شهری در کشور آرژانتین، استان بوئنوس آیرس است که در سال ۲۰۰۹ میلادی، حدود ۸۱٬۷۰۷ نفر جمعیت داشته است.